# Луизон Бобе
Луи „Луизон” Бобе (фр. Louis "Louison" Bobet, IPA: ; 12. март 1925 — 13. март 1983) бивши је француски професионални бициклиста, у периоду од 1947 до 1962. године. Бобе је троструки побједник Тур де Франса, гдје је освојио и брдску класификацију, док је на Ђиро д’Италији такође освојио брдску класификацију. По једном је освојио монументалне класике — Милано—Санремо, Париз—Рубе, Ронде ван Фландерен и Ђиро ди Ломбардију, а освојио је и етапне трке — Критеријум ди Дофине и Париз—Ницу.
Бобе је први велики француски возач послије рата и први је возач који је освојио Тур де Франс три године заредом. Два пута је био национални шампион, а једном свјетски шампион у друмској вожњи, гдје је освојио и двије сребрне медаље.

## Приватни живот
Бобе је рођен у Сен Мен ле Грану, у близини Рена. Отац му је купио бицикл кад је имао две године, а већ после пола године, могао је да прође шест километара. Бобеов отац се такође звао Луи, па су њега звали Луизон (мали Луи) да би избегли забуну.
Његова сестра је играла стони тенис, а брат фудбал. Луизон је играо и једно и друго и био је шампион у стоном тенису. Његов ујак, Ремон, био је председник бициклистичког клуба у Паризу и притискао га је да се фокусира на бициклизам.
Прву трку возио је са 13 година, била је дуга 30 km, а Бобе је завршио други у спринту. Наставио је да вози локалне трке, за возаче без лиценце. 1941. возио је незванични шампионат за јуниоре и завршио је на шестом месту, победник је био Рафаел Жемињани, који му је касније постао сувозач и велики ривал. Током Другог светског рата, Бобе је чувао поруке за француски покрет отпора, а након Дана Д придружио се војсци, коју је напустио у децембру 1945. године.

## Каријера

### 1947—1955.
Након напуштања војске, аплицирао је за лиценцу у бициклизму, а грешком му је послата лиценца за полу професионалце. Након успешне сезоне, 1947. године, прелази у професионални тим Стела, који је био мали тим и углавном је возио трке по Британији. Бобе је самостално наступао на неколико трка у Француској и освојио их, тиме је добио позивницу да вози Тур де Франс, на коме су тада учествовали национални тимови. Бобе је морао да одустане на деветој етапи у Алпима и заплакао је, због чега је добио надимак у каравану "плачљива беба".
Године 1948. Бобе је освојио друга места у Нанту и Бретањи, а освојио је трку у Паризу. Француски национални тим је добио новог менаџера и Бобе је био лидер тима на Туру. Након треће етапе, узео је жуту мајицу, наредног дана је изгубио, али је вратио након победе на шестој етапи. Када је трка дошла до Алпа, Бобе је имао 20 минута испред ветерана Ђина Барталија, а затим се десио један од најчаробнијих момената у историји Тура. Италија је била на ивици грађанског рата и министар је тражио од Барталија да скрене пажњу Италијанима тиме што ће доминирати на Туру. Бартали је освојио три етапе и Бобеова предност од 20 минута, претворила се у заостатак од 32 минута. Бобе је победио на две етапе и носио је жуту мајицу два пута, од новца који је зарадио преселио се у Париз и купио је радњу одеће жени.
Бобе је 1949. године освојио трку у Швајцарској, а на трци Сен Мен ле Гран заврши је на другом месту. Тур де Франс није успио да заврши, мучио се од почетка трке, првог дана је добио велики заостатак, као и још четворица из француског тима. Напустио је Тур током десете етапе, а на крају сезоне завршио је осми на гран прију десет нација (незванично светско првенство у вожњи на хронометар).
Године 1950. освојио је трке у Алжиру и Бретањи, на трци Рома—Наполи завршио је други, а затим је освојио национално првенство. На Туру је возио са Жемињанијем, са којим је склопио чврсто пријатељство. Жемињани и Бобе су били на другом и трећем месту и надали су се освајању у одсуству повређеног Фауста Копија, али нису имали снаге и Тур је освојио Фердинанд Киблер, Бобе је завршио трећи и освојио је брдску класификацију. 1951. освојио је Милан—Санремо, Критеријум Интернационал и етапу на Париз—Ници, а затим је возио Ђиро по први пут. Освојио је једну етапу и брдску класификацију, а у генералном пласману завршио је на седмом месту. Након Ђира освојио је национално првенство, а на Туру је победио на једној етапи, а у генералном пласману завршио је на 20 месту. Мучио се у брдима, менаџер, Жан Бидо, послао је возаче да му помогну, али је одустао и концентрисао се на Жемињанија. На крају сезоне освојио је Ђиро ди Ломбардија трку. 1952. није возио ниједан гранд тур. Освојио је Критеријум Интернационал, Париз—Ницу, гран при десет нација и трку у Базелу. На Лијеж—Бастоњ—Лијежу завршио је четврти.
Године 1953. освојио је неколико трка у Француској и етапу на Туру Романдије, на националном првенству завршио је трећи. Након године паузе, вратио се на Тур де Франс. Победио је на етапи 18 са пет минута и преузео жуту мајицу, затим је победио на хронометру на етапи 20 и освојио је Тур са 14 минута испред другопласираног. Награду му је, у Паризу, уручио Морис Гарин, победник првог Тура. Ипак на том Туру није било најбољих возача, Фердинанд Киблер и Фаусто Копи нису учествовали, Иго Кобле је возио веома лоше, а Ђино Бартали је био превише стар.
Године 1954. освојио је неколико трка у Француској, укључујући и етапу на Критеријуму Дофине. На Тур де Франсу није било Италијана, али је Белгија дошла са јаким тимом. Бобе је преузео жуту мајицу на четвртој етапи па је изгубио на осмој. Лидери су се смењивали док Бобе није опет доминантно победио на Изоарду, на етапи 18, након чега је победио на хронометру на етапи 21 и освојио је Тур са 15 минута испред Киблера. Неколико недеља касније, освојио је светско првенство у Немачкој.
На почетку 1955. освојио је трку у Лиможину и трофеј Седис. На Париз—Рубеу завршио је трећи, а затим је освојио Фландрију. Бобе је освојио и Тур Луксембурга и Критеријум Дофине, где је победио на три етапе. На националном шампионату завршио је други, након чега је освојио трећи Тур заредом. Менаџер Марсел Бидо је тражио од тима да сви возе за Бобеа, који је победио на две етапе и освојио Тур, али је завршио са рупама у месу и мртву кожу требало је одстранити операцијом, нико се није усуђивао да помене рак.

### 1956—1962.
1956. стартује са другим местом у Каену, а након неколико мањих трка, освојио је Париз—Рубе. Није учествовао на Туру, а до краја сезоне је победио у Лијежу и неколико мањих трка у Француској. Наредне године је освојио друго место на Ђиро д’Италији, уз једну етапу. На Тур се вратио после две године, 1958. и завршио га је на седмом месту. Задњи Тур возио је 1959. али га је напустио током 18 етапе.
Године 1960, остварио је девет победа, а 1961. четири. Задњу победу остварио је на трци Барсац.

## Крај каријере и смрт
Успешну каријеру завршио је 1962. године, када је аутомобил ударио њега и његовог брата Жана, који је такође био професионални бициклиста.
Након повлачења из бициклизма, Бобе је отворио продавницу обуће, а постао је познат по улагању и развоју терапије таласима, која му је помогла кад се опорављао од удара аутомобила. Отворио је центар Луизон Бобе.
Умро је од рака, дан након што је напунио 58 година. Рак се помињао и током операције мртве коже. Бобе је сахрањен на гробљу у Сен Мен ле Грану и у граду је отворен музеј у његову част.